# 九切駅
九切駅（クジョルえき）は、大韓民国忠清南道舒川郡にかつて存在した韓国鉄道公社長項線の駅である。

## 歴史
- 1930年11月1日：松内駅として開業。
- 1945年以前：廃止。
- 1950年代：九切駅として再開業。
- 1968年以前：廃止。
- 2008年1月1日：駅があった区間の線路が長項貨物線に変更。